# Urzy
Urzy is een gemeente in het Franse departement Nièvre (regio Bourgogne-Franche-Comté). De plaats maakt deel uit van het arrondissement Nevers. Urzy telde op 1 januari 2022 1.735 inwoners.

## Geografie
De oppervlakte van Urzy bedroeg op 1 januari 2022 23,41 vierkante kilometer; de bevolkingsdichtheid was toen 74,1 inwoners per km².

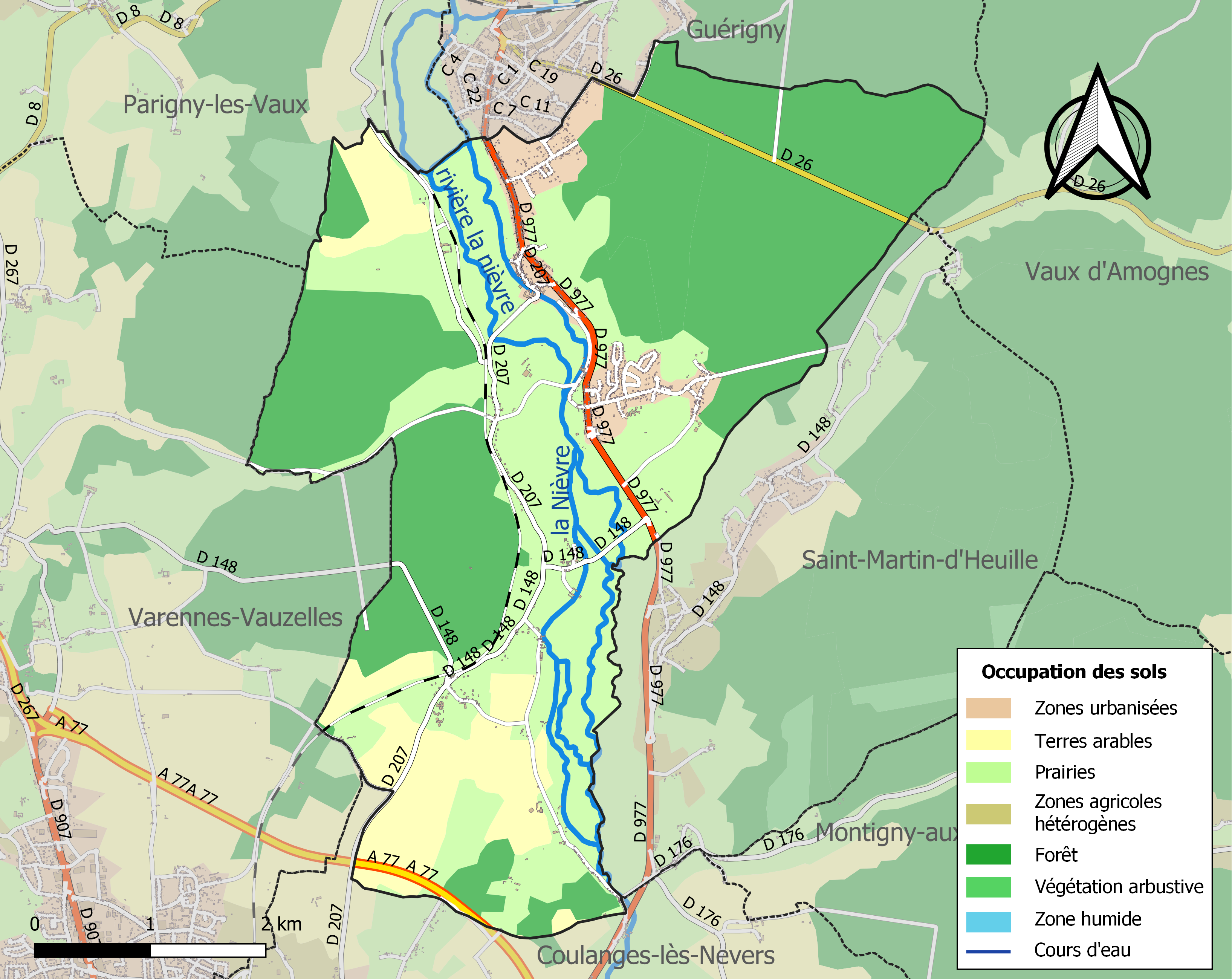
Kaart van de gemeente met de belangrijkste infrastructuur, bodemgebruik en omliggende gemeenten

## Demografie
Onderstaande figuur toont het verloop van het inwonertal (bron: INSEE-tellingen).